# Mury Hebronu
Mury Hebronu – debiutancka książka Andrzeja Stasiuka opublikowana w 1992 roku opowiadająca o życiu w więziennej rzeczywistości.
26 stycznia i 2 lutego 2009 roku Mury Hebronu zostały opublikowane w formie słuchowiska na antenie radia Tok FM w reżyserii Filipa Zybera, z udziałem Zdzisława Wardejna (jako Stary) i Redbada Klijnstry (jako Młody).
20 kwietnia 2010 roku we wrocławskim Teatrze Muzycznym Capitol miała miejsce premiera spektaklu muzycznego na podstawie Murów Hebronu w reżyserii Cezarego Studniaka. W roli głównej (Stary) wystąpił Mikołaj Woubishet, aktor Capitolu. Autorem scenariusza jest Jan Naturski.